# Eugéne-Georges Stoffel
Eugéne-Georges Stoffel amb nom de naixement Eugène Georges Henri Céleste Stoffel (Arbon, Suïssa o París, França, 1 o 14 de març de 1821 - París, 4 d'abril de 1907) va ser un militar, arqueòleg i escriptor francès.
Fill d'Augustin Stoffel, coronel del Quart Regiment Suís i nebot de Christoph Anton Jacob Stoffel també militar; Eugéne-Georges va estudiar a l'escola d'enginyeria militar de l'École polytechnique, abans de començar la seva carrera militar. Va ser cap d'esquadró i després oficial d'ordenança de l'emperador Napoleó III, sent nomenat tinent coronel el 21 de desembre de 1866 i agregat militar a l'ambaixada de França a Berlín. En aquest càrrec va ser quan va escriure les seves observacions sobre Prússia, es va llançar a un veritable espionatge i va destacar la possible entrada en una guerra.
Va ascendir a coronel durant la Comuna de París de 1871 i va organitzar la defensa, sense èxit, de l'altiplà d'Avron. Retirat el 1872 per criticar als governs Thiers, Stoffel es va llançar a la política en presentar-se, també sense èxit a les eleccions parlamentàries de 1873.
Stoffel és també conegut pel seu paper en campanyes arqueològiques dutes a terme per Napoleó III, especialment a Gergòvia i Alèsia entre 1862 i 1865 on Napoleó III el va nomenar director de l'excavació i on va localitzar el campament de Juli Cèsar. Va viatjar a Espanya per estudiar on van succeir les batalles d'Ilerda (49 aC) i Munda (46 aC).

## Principals publicacions
- Étude sur l'emplacement d'Alésia, París, 1862.
- Rapports militaires écrits de Berlin 1866-1870, París, 1871.
- Histoire de Jules César, 1887.
- De la possibilité d'une future alliance franco-allemande, 1890.
- Guerre de César et d'Arioviste et premières opérations de César en l'an 702, 1891.